# Arthur Greenwood
Arthur Greenwood (Leeds, 8 febbraio 1880 – Londra, 9 giugno 1954) è stato un politico inglese.

## Biografia
Entrò alla Camera dei Comuni nel 1922 nel collegio di Wakefield e a partire dal 1930 fu uno dei principali esponenti del Partito Laburista. Alla vigilia della seconda guerra mondiale divenne vice-capo dell'opposizione e nei giorni caldi dell'agosto 1939 sostituì Clement Attlee ammalato.
Il 3 settembre 1939, quando Chamberlain annunciò alla Camera dei Comuni la dichiarazione di guerra alla Germania, Greenwood, che fino ad allora aveva attaccato le ripetute incertezze del Primo Ministro britannico, dichiarò con sollievo: